# Сіряківщина
Сірякі́вщина —  село в Україні, в Чернігівській області, Прилуцькому районі. Входить до складу Варвинської селищної громади.

## Історія
Є на мапі 1812 року як Сіриківщина.
У 1862 році на володарському хуторі Сіриківщина було 15 дворів де жило 93 особи (45 чоловічої та 48 жіночої статі).
У 1911 році на хуторі Сіриківщина жило 153 особи (74 чоловічої та 79 жіночої статі).

## Населення
Згідно з переписом УРСР 1989 року чисельність наявного населення села становила 37 осіб, з яких 10 чоловіків та 27 жінок.
За переписом населення України 2001 року в селі мешкало 18 осіб.

### Мова
Розподіл населення за рідною мовою за даними перепису 2001 року:
| Мова       | Відсоток |
| ---------- | -------- |
| українська | 95,00 %  |
| російська  | 5,00 %   |